# Canoagem nos Jogos Pan-Americanos de 2015 - C-2 1000 m masculino
A competição do C-2 1000 metros masculino foi um dos eventos da canoagem nos Jogos Pan-Americanos de 2015. Foi disputada na Welland Pan Am Flatwater Centre, em Welland, no dia 13 de julho.

## Calendário
Horário local (UTC-4).
| Data        | Horário | Fase  |
| ----------- | ------- | ----- |
| 13 de julho | 11:05   | Final |

## Medalhistas
| Ouro   | CAN Benjamin Russell e Gabriel Beauchesne-Sévigny |
| Prata  | BRA Erlon de Souza Silva e Isaquias Queiroz       |
| Bronze | CUB Serguey Torres e José Carlos Bulnes           |

## Resultados

### Final
| Pos.              | Canoísta                                    | País       | Tempo    | Obs. |
| ----------------- | ------------------------------------------- | ---------- | -------- | ---- |
| Medalha de ouro   | Benjamin Russell Gabriel Beauchesne-Sévigny | CAN Canadá | 3:46.316 |      |
| Medalha de prata  | Erlon de Souza Silva Isaquias Queiroz       | BRA Brasil | 3:47.117 |      |
| Medalha de bronze | Serguey Torres José Carlos Bulnes           | CUB Cuba   | 3:49.932 |      |
| 4                 | Adolfo Cámara Everardo Cristóbal            | MEX México | 3:53.288 |      |
| 5                 | Edwar Paredes Jose Solano Perez             | CAN Canadá | 4:08.764 |      |
| 6                 | Jose Tafra Johnnathan Tafra                 | CHI Chile  | 4:12.817 |      |